# Le Chat Noir

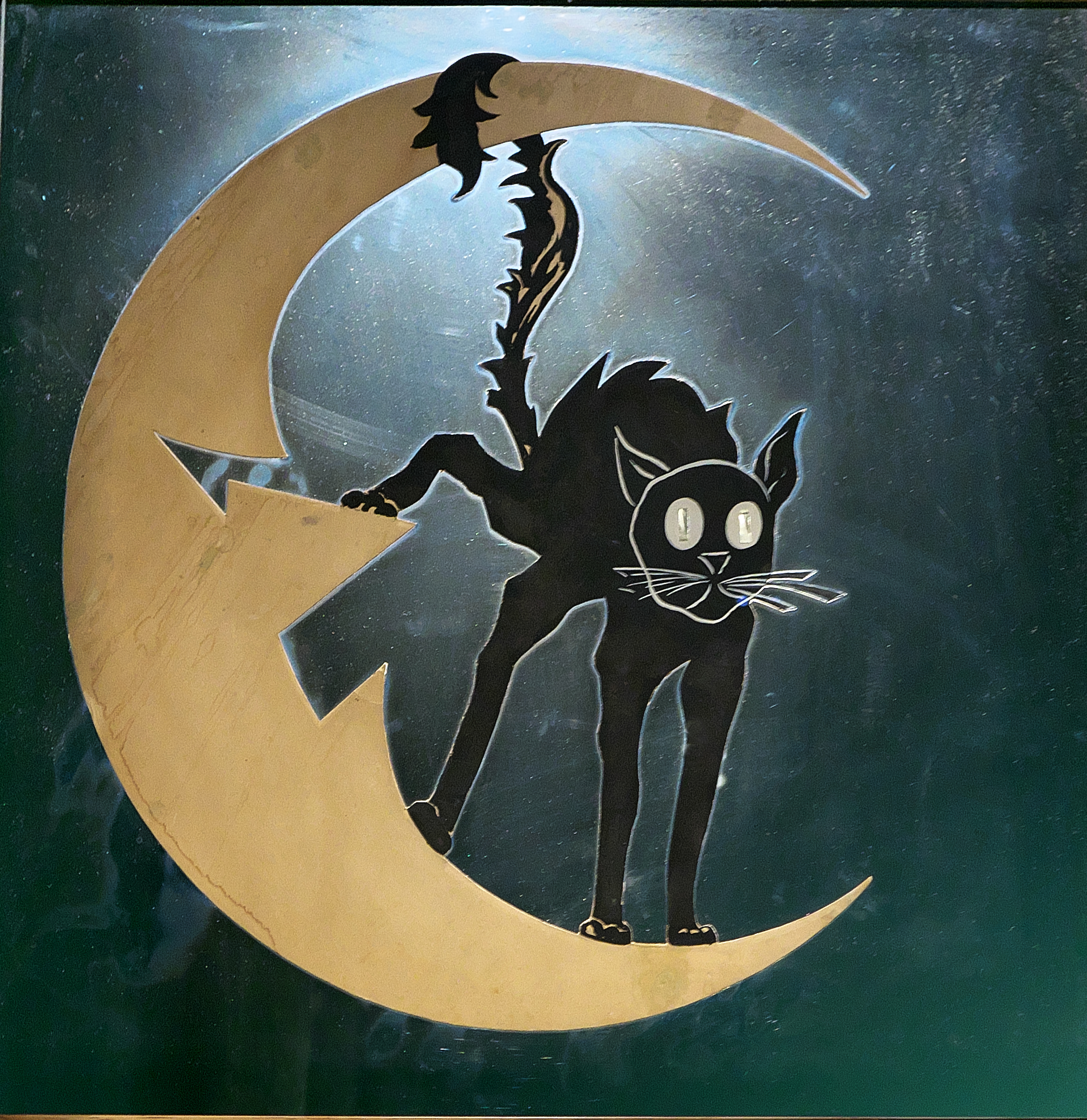
Logotipo de Adolphe Willette

Le Chat Noir —en español, El Gato Negro— fue un cabaré del siglo XIX en el barrio bohemio de Montmartre, en París. Fue inaugurado el 18 de noviembre de 1881 en el bulevar Rochechouart por el artista Rodolphe Salis, y clausurado en 1897, para decepción de Picasso y de otros que lo buscaron cuando fueron a la Exposición Universal de París (1900).

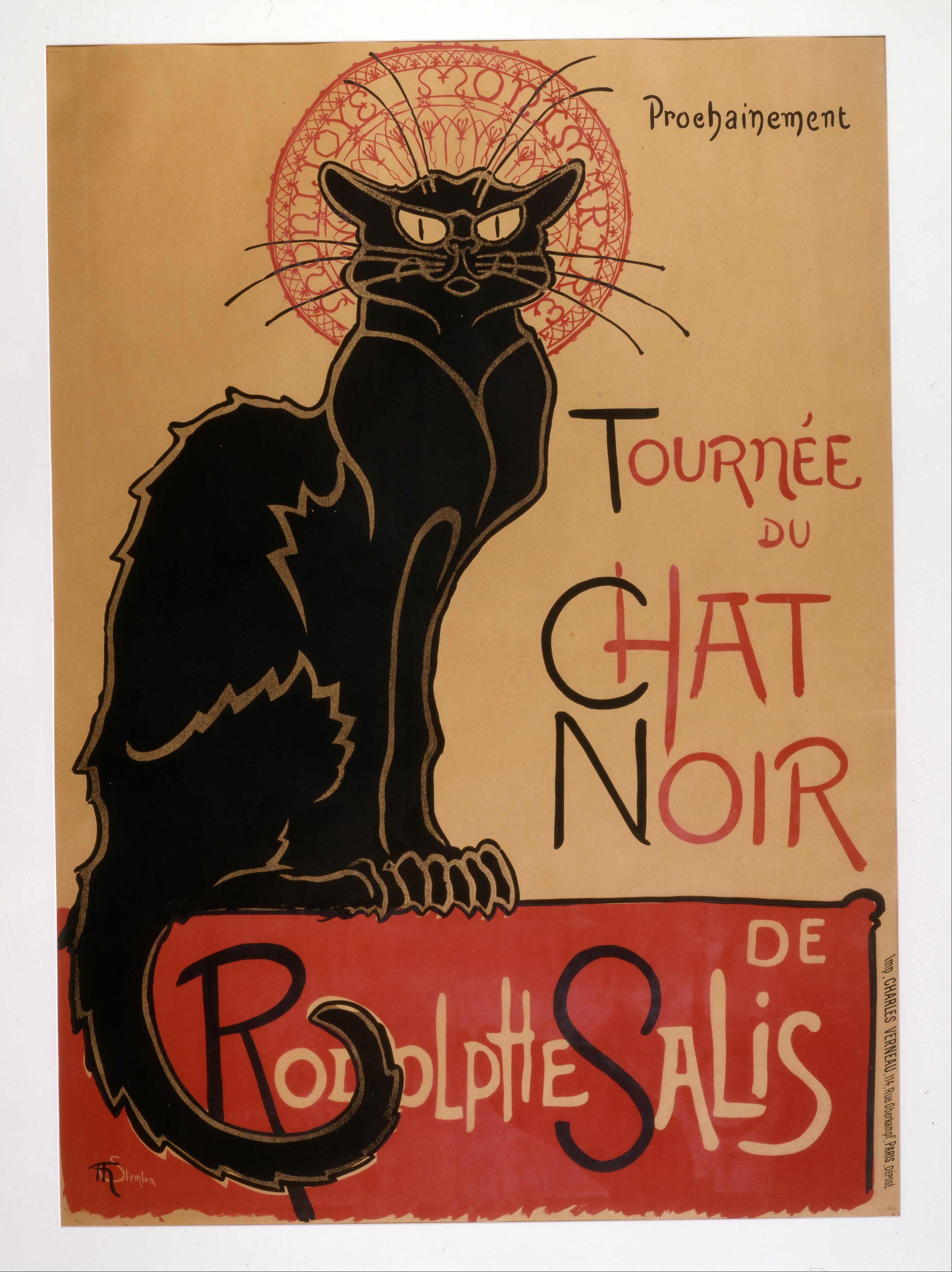
Cartel de Steinlen (1896)

El cabaret fue muy conocido por la actuación de cantautores como Aristide Bruant, por presentar espectáculos de teatro de sombras, creados principalmente por Rodolphe Salis y Henri Rivière, y animados por Pere Romeu, y por la utilización del piano y porque entre sus clientes habituales había muchos artistas famosos o notables. Sirvió de inspiración a Els Quatre Gats de Barcelona o a El Perro Descarriado, de San Petersburgo.
En la actualidad, muchos establecimientos de hostelería tienen ese nombre u otros muy parecidos, como el bar Chat noir de París, el restaurante Au chat noir en Bruselas, el café Le Chat Noir de Corfú, Grecia, el café Le Chat Noir de Nantes o el café El Gato Negro de Buenos Aires, El bar "El gato negro" en La Habana, Cuba, etc.

## Contexto histórico
Le Chat Noir fue fundado en 1881. En este momento en Francia nos encontramos en el período histórico de la Tercera República. En el año 1871, el Imperio de Napoleón III fracasa en la Batalla de Sedán contra Prusia. No todo el mundo acepta la derrota y en París se constituye un Gobierno de Defensa Nacional que decide continuar la guerra hasta que Thiers, llamado jefe del poder ejecutivo, negocia y firma la paz con Bismarck en mayo de 1871. Esto produce la revolución de la Comuna de París que terminará con una fuerte represión. Durante los primeros años de república, el gobierno está dirigido por grupos monárquicos que quieren la restauración, pero ante los desacuerdos entre legitimistas y orleanistas en 1875 se votan las leyes constitucionales que confirman la forma republicana del régimen. Pasarán unos años hasta que a finales de los 70 del siglo XIX la república caerá en manos de republicanos y esto desencadenó un periodo de estabilidad y prosperidad.
Así pues, en el momento de la fundación de Le Chat Noir, en Francia hay un gobierno republicano que lleva a cabo medidas a favor de las libertades de ciudadanos (derecho al divorcio, libertad de prensa, de reunión ...), se crean reformas educativas que favorecen la escuela laica, gratuita, obligatoria... También se toman medidas representativas como el himno francés o la Fiesta nacional. Es un periodo bastante favorecedor por el mundo del arte y se llamó a posteriori la Belle époque. La estabilidad característica de estos años provocó nuevos valores que favorecieron los mundos de la tecnología, la ciencia, el arte... Así como la creación de cafés, cabarets, salas de conciertos, galerías de arte ... No sólo en Francia sino en toda Europa, que además gozaba del esplendor artístico de finales de siglo XIX.

## El cabaretLe Chat Noir
El cabaret empezó como alquiler de uno de los locales más baratos que se podían encontrar: un pequeño lugar de dos habitaciones situado en 84, Boulevard Rochechouart, (en la actualidad sólo conmemorado por una placa histórica).
Su éxito estaba asegurado con la llegada al por mayor de un grupo de escritores y artistas jóvenes radicales llamado Les Hydropathes, un club dirigido por el periodista Émile Goudeau. El grupo afirmaba que se llamaban así por su aversión al agua, prefiriendo el vino y la cerveza. El club de Goudeau se reunía en su casa situada en la Rive Gauche (orilla izquierda), pero se había vuelto tan popular que creció más que su lugar de encuentro. Entonces, Salis conoció Goudeau, al que convenció para trasladar el lugar de reunión del club en el 84, Boulevard Rochechouart.
El cabaret comenzó sirviendo vino malo y tenía una decoración bastante inferior, pero desde el comienzo, en la puerta, los invitados eran recibidos por un guardia suizo, espléndidamente adornado y cubierto de pies a cabeza con oro. El guardia supuestamente era responsable de llevar los pintores y poetas que llegaba en el interior, mientras mandan una fuerte restricción de los infames "sacerdotes y militares".

### Primera etapa. 84, boulevard Rochchouart
En 1881, Rodolphe Salis (1851-1897) después de ganarse la vida durante casi una década como artista haciendo objetos religiosos, tuvo la idea de crear un café al más puro estilo de Luis XIII con influencias de la época bizantina donde los hombres de clase media, burgueses... pudieran ir a beber.
Le chat noir fue inaugurado en noviembre de 1881. Era un pequeño local que pretendía ser un lugar de reunión para pintores, poetas... Su nombre se debe a un gato negro abandonado que Salis vio en la calle durante las obras.
El cabaret fue teniendo cada vez más clientela, en buena parte gracias a artistas que lo frecuentaban. Es el caso de los pintores Henri Pille o Nestor Outer, los cantautores Aristide Bruant o Jules Jouy y los poetas Albert Samain o Maurice Rollins, entre otros.

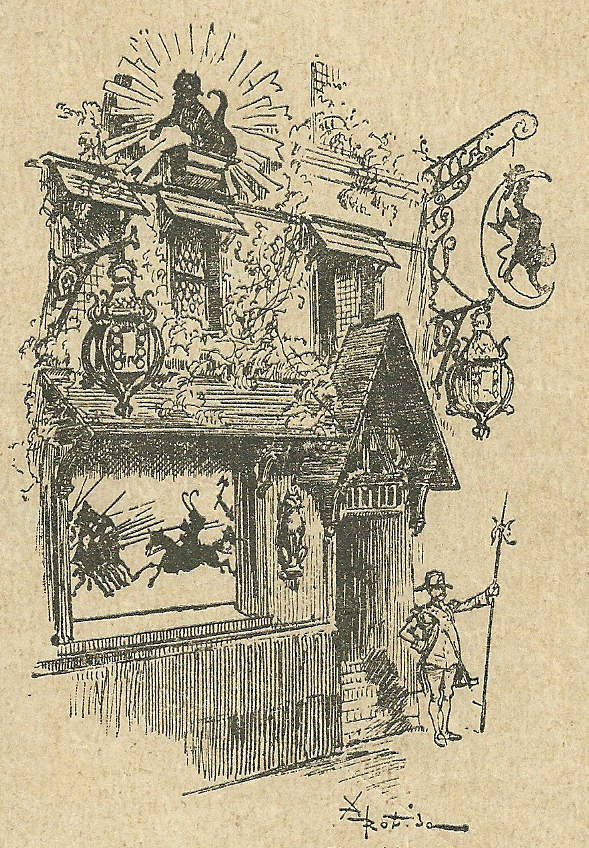
Ilustración de la fachada de Le Chat Noir por Albert Robida

### Segunda etapa. 12, rue de Laval (rue Victor-Massé)
Le Chat Noir, tres años y medio después de la apertura, debido a su popularidad se vio obligado a desplazarse a un local de más tamaño el 10 de junio de 1885. Situado en el 12, Rue Victor Masse (que antes de 1885 había sido Rue de Laval 12), el nuevo establecimiento era suntuoso. Se trataba de la antigua mansión privada del pintor Alfred Stevens, que, a petición de Salis, se había transformado en una "puesta de moda" con la ayuda del arquitecto Mauricio Isabey. La decoración de las diversas salas fue realizada por Henri Rivière y Caran d'Ache, con la ayuda del primer creó también un teatro de sombras en color en la que fueron representadas algunas obras maestras con música de Georges Fragerolle. Muy rápidamente, poetas y cantantes que actuaron en Le Chat Noir encontraron la mejor práctica para su oficio que se tenía en París. Con exagerada cortesía, irónico, Salis solía asumir el papel de conferenciante o maestro de ceremonias. Fue aquí donde debutaron el Salon des Arts Incohérents, artistas de sombras chinescas y monólogos cómicos.

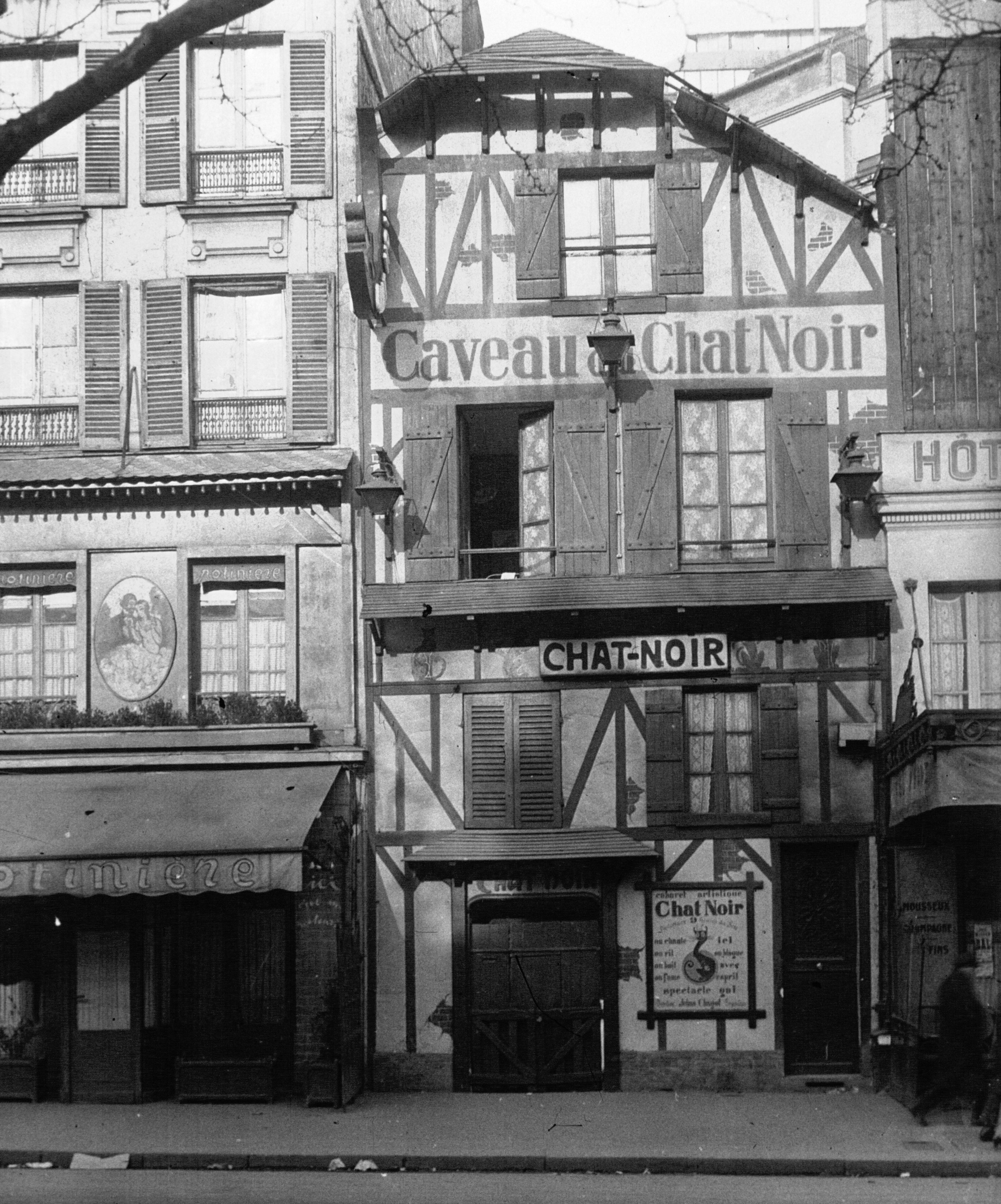
Le Chat Noir en 1929.

Este local tenía un estilo ecléctico y pitoresca. En la fachada de la primera planta había dos lámparas de Eugène Grasset de estilo neo-medieval. En la de la segunda planta había en el centro una representación de un gato negro realizada por Alexandre Charpentier de donde salían rayos de sol dorados. En el extremo una insignia pintada de un gato negro sentado en una luna creciente plateada, diseño de Adolphe Willette.
En el interior, las vidrieras, obra Willette, iluminaban la planta baja. En las paredes se encontraban varios dibujos de autores como Auriol, Rivière, Steinlen, Sommer o Caran d'Ache.
Salis declaró que Le Chat Noir era el cabaret más extraordinario del mundo, encontrándose allí con los extranjeros de todos los rincones del mundo y los hombres más poderosos de París. Poco tiempo más tarde se volverá a trasladar por última vez el 68, boulevard de Clichy.

### Tercera etapa. 68, boulevard de Clichy
Le Chat noir abrirá de nuevo en el número 68 del boulevard Clichy, donde estaría hasta el cierre del local y donde sería abierto de nuevo ya en el siglo XX. El último juego de sombras de la compañía de Salis sería puesto en escena en enero del año 1897, justo antes de llevarse a la compañía de gira. Salis estaba planeando cambiar de lugar el cabaret, aún en el mismo París, pero fallecerá el 19 de marzo de 1897, antes de llevarlo a cabo. En diciembre de 1899, Henri Fursy abrirá el cabaret Boîte à Fursy en el antiguo Hotel Chat Noir de la Rue Victor Massé.
Le Chat Noir del Boulevard de Clichy siguió siendo popular durante la década de 1920. Hoy en día, este lugar se ha convertido en un hotel-boutique, con varias referencias a su estridente pasado, por lo que sigue habiendo un local denominado Le Chat Noir en la misma dirección.

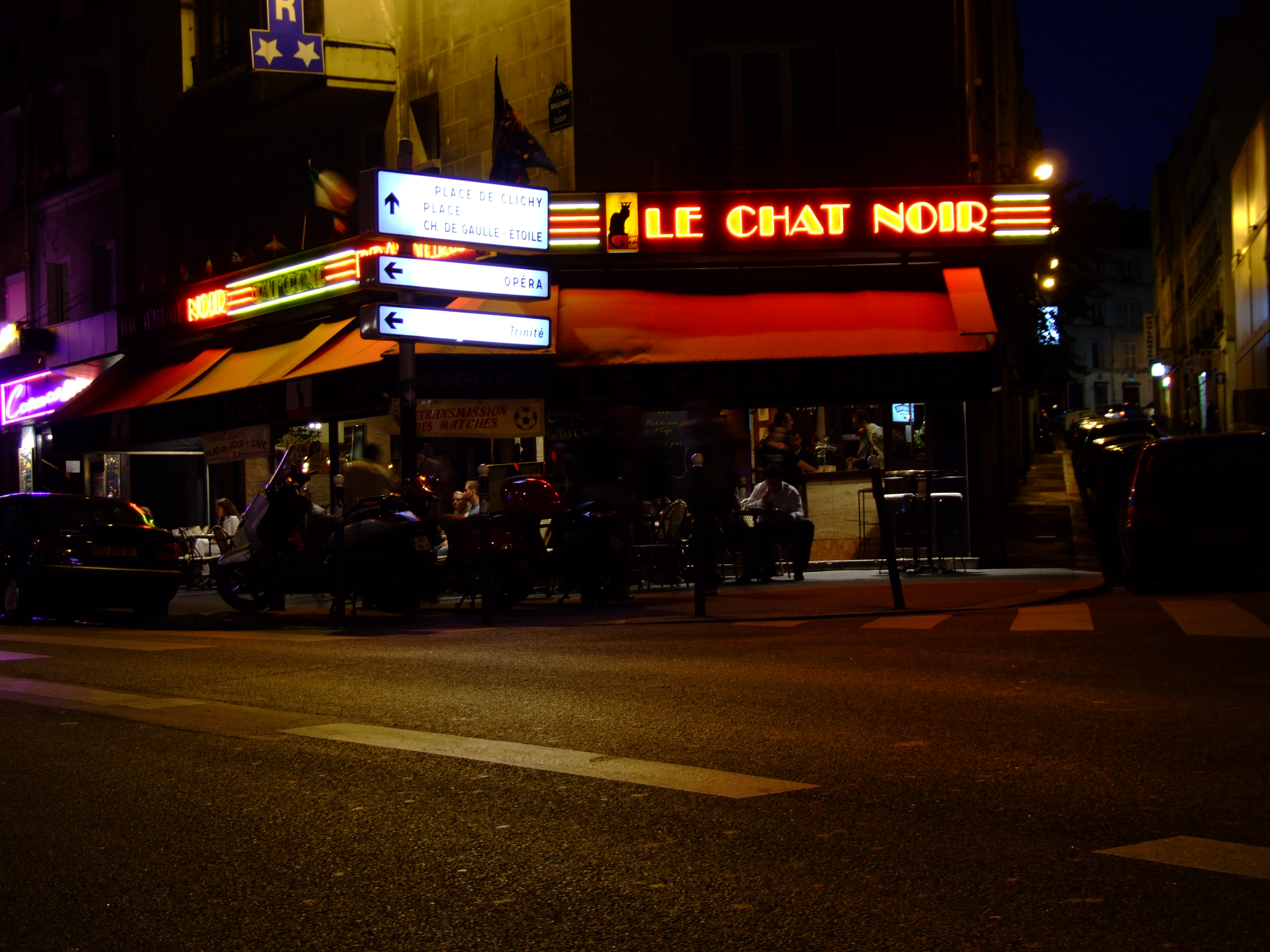
Le Chat Noir (2007)

Le Chat Noir llegaría a influir mucho en otros locales. Cabarets de todo el mundo adoptarán el mismo nombre o algunos parecidos, intentando hacer una adaptación de éste. En Barcelona, por ejemplo, Els quatre gats, así como en París, Le Chien Noir, L'Âne Rouge, etc.
El local también tendrá influencia en otros aspectos, como por ejemplo el baile que abre cada año la temporada de Carnaval en Dunquerque, llamado el “Bal du Chat noir” en honor al cabaret. Bruant también tiene una canción dedicada al cabaret. En 1939, el cabaret obtendrá una insignia parecida a la del segundo local de Willette.

## El Teatro de Sombras enLe Chat Noir
Desde su creación, Le Chat Noir fue pensado como un lugar de encuentro y reunión para artistas, con un interior estilo Luis XIII. En un primer momento, fueron poetas, músicos, escritores y cantantes los que actuaban sobre el escenario, pero rápidamente emergió el Teatro de Sombras de Le Chat Noir: el tipo de espectáculos por los que sería recordado. El Teatro de Sombras era un espectáculo que ya hacía tiempo que se había instalado en Europa, durante el siglo XVIII en Francia con Dominique Séraphin, pero que se había esfumado del panorama artístico durante el siglo XIX. Así pues, será el cabaret Le Chat Noir el qua hará revivir este tipo de espectáculos en Francia, como en Alemania lo hará Lotte Reiniger uniendo este tipo de espectáculos con el cine, llegando a hacer filmes como Die Abenteuer diciembre Prinzen Achmed (Las aventuras del príncipe Achmed, 1926), construyendo los escenarios y personajes a partir de figuras recortadas y proyectadas como sombras chinescas.
El nacimiento del Teatro de Sombras se produjo de una manera bastante peculiar: a finales de 1885 el pintor Henry Sommer y el ilustrador George Auriol construyeron un teatro de marionetas en Le Chat Noir, pensado para hacer espectáculos para adultos. El pintor Henri Rivière colocó un día una servilleta blanco frente a la apertura del pequeño teatro de marionetas y aquella noche, movió unas siluetas de cartulina recortes detrás de la pantalla blanca (iluminada por detrás), mientras Jules Jouy cantó una canción de acompañamiento con el piano del cabaret. Este fue el primer espectáculo del Teatro de Sombras de Le Chat Noir.
Posteriormente, en el año 1887, Rivière sustituyó el teatro de marionetas para un verdadero Teatro de Sombras, con una pantalla que llegó a medir 1,12 metros de alto y 1,40 metros de ancho, que se sujetaba gracias a un enorme bastidor.

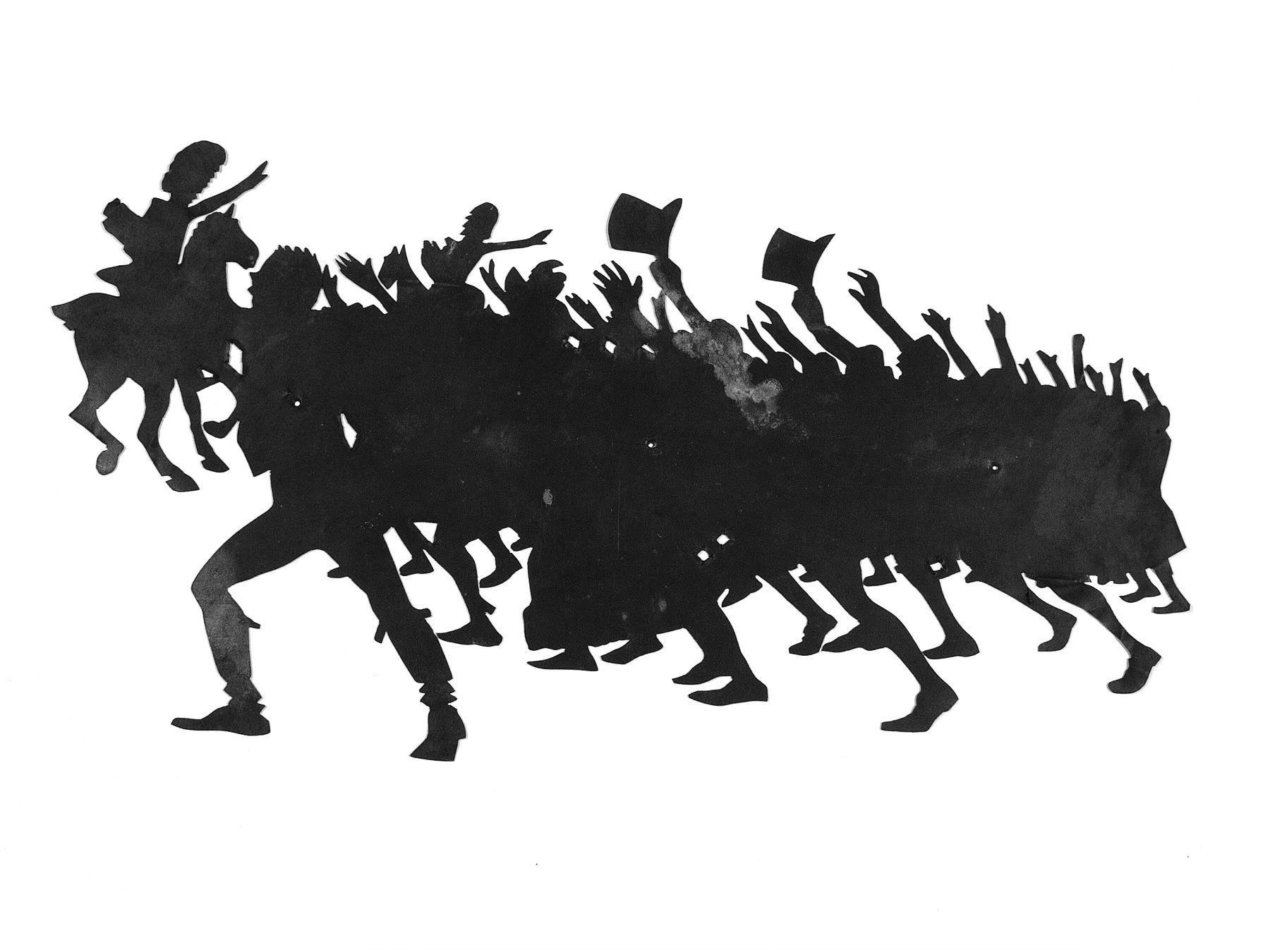
Ejemplo de una de las siluetas de zinc creadas por Caran d'Ache para uno de los espectáculos de Teatro de Sombras de Le Chat Noir.

Artistas como el caricaturista Adolphe Willette, el dibujante Caran d'Ache, Henri Rivière y George Auriol crearon los espectáculos de sombra del cabaret. Utilizaban placas de zinc para recortar la silueta de varias figuras o personajes (aunque en un primer momento se utilizó cartulina), las que luego se utilizaban como marionetas y se proyectaba su sombra sobre una pantalla blanca, iluminando -las por detrás con luces eléctricas, un método evolucionado de las sombras chinas. Los escritores que frecuentaban el club escribían las historias por el Teatro de Sombras y Rodolphe Salis, el dueño del cabaret, las narraba. [8] Gracias a la colaboración de muchos de los artistas del momento, se consiguieron hacer complejos efectos de color, sonido y movimiento que acompañaban las historias y las hacían más dinámicas y emocionantes. Estas proyecciones también contaban con un acompañamiento musical, normalmente interpretado por Albert tengo, el pianista principal del local, aunque en algunas ocasiones otros artistas, como por ejemplo Claude Debussy, también tocaron el piano durante las proyecciones.
Este famoso Teatro de Sombras estuvo proyectando espectáculos cada noche durante 11 años, con un repertorio de 40 obras de teatro. Aún se conservan algunas de las figuras de zinc utilizadas para hacer las obras en el Museo de Montmartre.
La difusión de este tipo de espectáculo, además de por su popularidad, efectuó gracias al famoso cartel del artista Théophile Steinlen, el cual anunciaba "la tournée du Chat Noir avec Rodolphe Salis", un tour del teatro de Sombras de Le Chat Noir.
Le Chat Noir hizo varios tours con su Teatro de Sombras. Estas giras empezaron a hacer a partir de 1892, principalmente dentro de Francia y durante el verano, aunque Salis y su compañía también fueron a Túnez, Argelia y en varios países de cultura francesa, como Bélgica. Esto dotó de renombre en muchos de los artistas del Teatro de Sombras de Salis, lo que hizo que algunos de ellos fundaran sus propios cabarets y espectáculos. En enero de 1897, el cabaret hizo lo que supuestamente debía ser su último espectáculo de Teatro de Sombras y Salis hizo un último tour con su compañía, esta vez durante el invierno. Después de esta gira, Salis murió y fue su mujer quien se encargó del cabaret, organizando más giras de los espectáculos de sombras. Durante las siguientes representaciones del Teatro de Sombras, Dominique Bonnaud sustituyó a Salis como narrador. En estos últimos espectáculos, aunque la actuación de Bonnaud era bastante notable, la calidad de las representaciones era cada vez más baja, conduciendo el cabaret al declive. En ese momento, otros establecimientos ya se habían apoderado del panorama artístico francés copiando muchos de los espectáculos, técnicas y elementos decorativos de Le Chat Noir.

## La revistaLe Chat Noir
El otro medio por el que se popularizaron tanto estos espectáculos como el mismo cabaret, fue la revista semanal que ellos mismos publicaban. Rodolphe Salis y Émile Goudeau crearon esta revista con la finalidad de asegurar la publicidad del cabaret. Esta revista dio vida al espíritu de «fin de siglo» y contenía obras literarias de autores contemporáneos, historias del cabaret, actividades que se podían hacer en Montmartre, poemas, dibujos, caricaturas políticas y una sección donde se especificaban los espectáculos que se hacían por la noche en Le Chat Noir, entre los que figuraba el famoso Teatro de Sombras. Este semanario literario, promocional y satírico llamaba Le Chat Noir, como el mismo cabaret, y se publicó entre los años 1882 y 1895. Constaba de cuatro páginas y se publicaba cada sábado. En un principio se publicaron 688 números del 14 de enero de 1882 al marzo de 1895; más tarde, se publicaron 122 números más en una segunda serie, cuyo último número fue publicado el 30 de septiembre de 1897.
Algunos colaboradores de la revista fueron escritores tan célebres como Guy de Maupassant, Victor Hugo y Edmond de Goncourt. La sección musical que ofrecía estaba regentada por Charles Gounod y Jules Massanet, mientras que las ilustraciones fueron firmadas por artistas como los mismos creadores del Teatro de Sombras Adolphe Willette y Caran d'Ache. Principalmente, Caran d'Ache se encargó de las ilustraciones de temática militar y Willette, de las de temática satírica, como los Pierrots y Colombina. También podemos encontrar la firma de autores célebres como Paul Verlaine, Jean Richepin o Léon Bloy. Le Chat Noir fue uno de los primeros en publicar pequeños artículos de Jean Lorrain.
Jules Roques, el cual había imitado el cabaret del Chat-Noir en la abadía de Thélème, imitó la revista con Le Courrier français.
Podemos contar, además, entre los colaboradores de la revista Le Chat Noir con los siguientes ilustradores: Döes, Fernand Fau, Nestor Outer, Godefroy, Uzès, Poirson, Gustave Verbeck, Marcel Capy, Lucien Pissarro o Henri de Sta.

## Una leyenda alrededor del Chat-Noir
Surgió en el mundo esotérico francés tras la publicación en el año 1930 de las Demeures philosophales del alquimista Fulcanelli. Para retomar sus propias palabras, este cabaret fue hasta la muerte de Salis «un centro esotérico y político» que habría tenido en su haber toda una serie de símbolos cuidadosamente disimulados.

## El cartelTournée du Chat Noiren la cultura popular
El cartel creado por Théophile-Alexandre Steinlen en 1896 ha aparecido en la cultura popular varias veces:
- En el film Gray Matters, realizado por Sue Kramer en 2007.
- En el film Toutes las hijas sont folles realizado por pascalePouzadoux al 2003 (dentro del apartamento del personaje principal, interpretado por Barbara Schulz).
- En el videoclip I Still Remember del grupo de música británico Bloc Party.
- Se puede percibir el cartel en el videojuego Astérix y Obélix XXL 2: Mission Las Vegum.
- También se puede percibir en el videojuego Resident Evil: Survivor, del mismo modo que aparece a algunos pósteres de Street Fighter y otros juegos de Capcom.
- El cartel y la revista de Le Chat Noir aparecen a la serie de videojuegos posapocalíptico Fallout y Fallout 2. Una de las misiones consiste al recuperar diez ejemplares en el mundo devastado.
- El cartel es citado en dos reprises en los dos discos de Tony Coe, Tournée du Chat y Le Chat se retourne (1982-1984).
- En la serie Days of our lives está fijado en el salón de Belle y Philip.
- En la serie Bref, el cartel está fijado a una de las paredes del apartamento de "esta chica".
- En la serie Heroes Reborn (2015), en el quinto capítulo de la primera temporada, aparece en la habitación de la pareja de Tommy.
- El cartel Golden Cat, que se muestra en el prostíbulo del videojuego Dishonored, retoma la misma composición.
- Un bar en Nantes, Au Chat Noir, bistró de artes, le hace referencia.
- En la serie animada “Miraculous: Las aventuras de Ladybug”, hace una breve aparición en el episodio 15, de la temporada 1.

Este cartel ha sido objeto de diversas reproducciones. También se ha convertido en uno de los símbolos de entre otros muchos del París más pintoresco, y su imagen se encuentra en varios productos derivados, vendidos en las tiendas para turistas de la capital francesa.

## Clientes famosos
Algunos clientes famosos de este cabaret fueron:
- Alphonse Allais (1854-1905), escritor y humorista.
- George Auriol (1863-1938), cantautor, poeta y pintor.
- Aristide Bruant (1851-1925), cantautor.
- Caran d'Ache (1858-1909), caricaturista francés de origen ruso.
- Coquelin Cadet (1848-1909), actor de teatro.
- Émile Cohl (1857-1938), creador de dibujos animados.
- Charles Cros (1842-1888), poeta e inventor.
- Claude Debussy (1862-1918), compositor.
- Maurice Donnay (1859-1945), dramaturgo.
- André Gill (1840-1885), caricaturista y cantautor humorístico.
- Émile Goudeau (1849-1906), periodista, novelista y poeta.
- Yvette Guilbert (1867-1944), cantante.
- Jules Laforgue (1860-1887), poeta francés de origen uruguayo.
- Louis Le Cardonnel (1862-1936), poeta.
- Jean Richepin (1849-1926), poeta social, novelista y autor teatral francés de origen argelino.
- Guy de Maupassant (1850-1893), novelista.
- Henri Rivière (1827-1883), escritor y periodista.
- Maurice Rollinat (1846-1903), poeta.
- Albert Samain (1858-1900), poeta.
- Erik Satie (1866-1925), compositor y pianista.
- Paul Signac (1863-1935), pintor.
- August Strindberg (1849-1912), escritor y dramaturgo sueco.
- Paul Verlaine (1844-1896), poeta.
- Adolphe Léon Willette (1857-1926), pintor, ilustrador y caricaturista.

## Otros
Un cartel de "Le Chat Noir" se puede ver un lugar destacado en las fotografías de la escena del crimen del asesinato en 2001 de Kathleen Peterson por su marido y novelista Michael Peterson.
Le Chat Noir es el nombre de la discoteca donde Frank Sinatra y Natalie Wood reavivaron su relación. También hay la famosa pintura del gato con los ojos que parpadean en la pared de la entrada.
El cabaret de Le Chat Noir aparece a varias películas, entre ellas Messieus les ronds-de-cuir, de Henri Diamant-Berger, adaptación de la novela de Georges Courteline.

## Galería

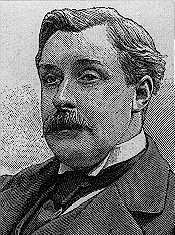
Alphonse Allais
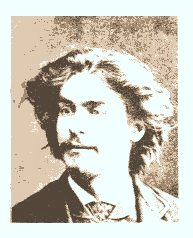
Aristide Bruant
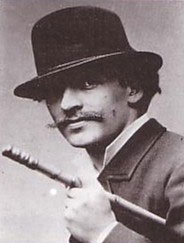
Émile Cohl
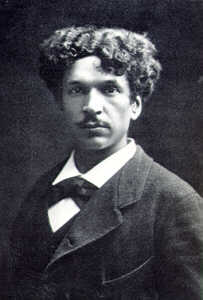
Charles Cros
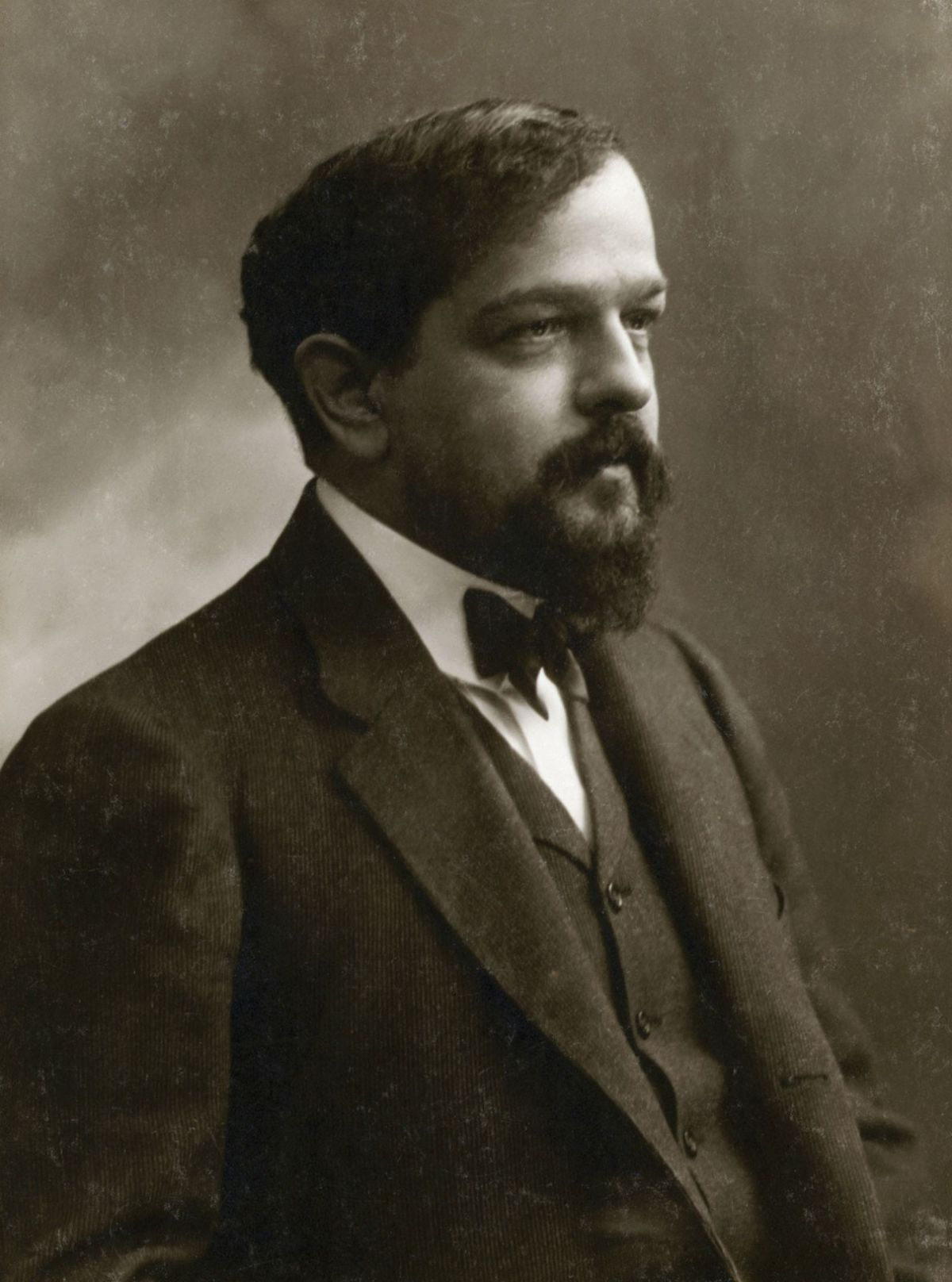
Claude Debussy

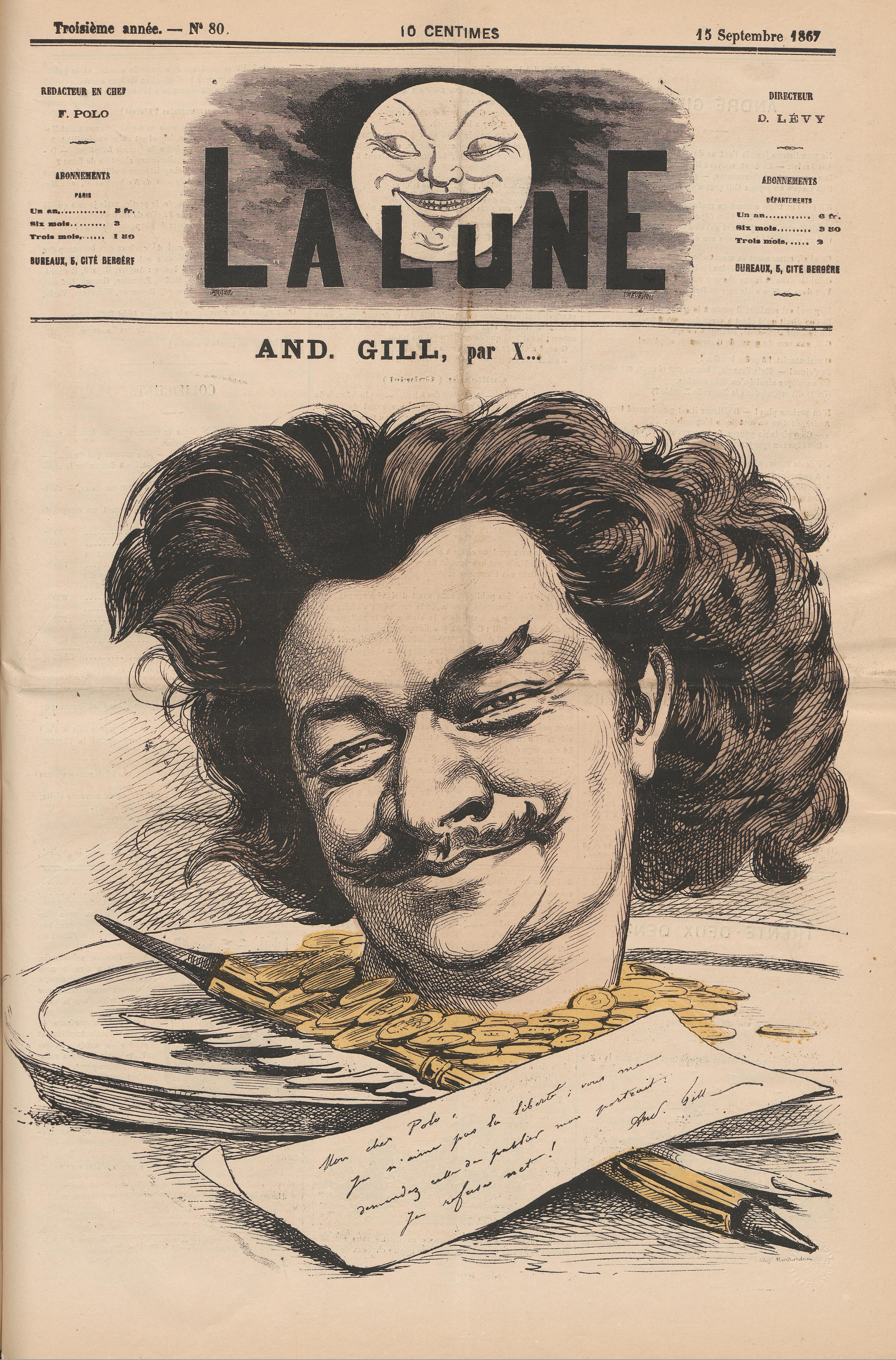
André Gillautorretrato
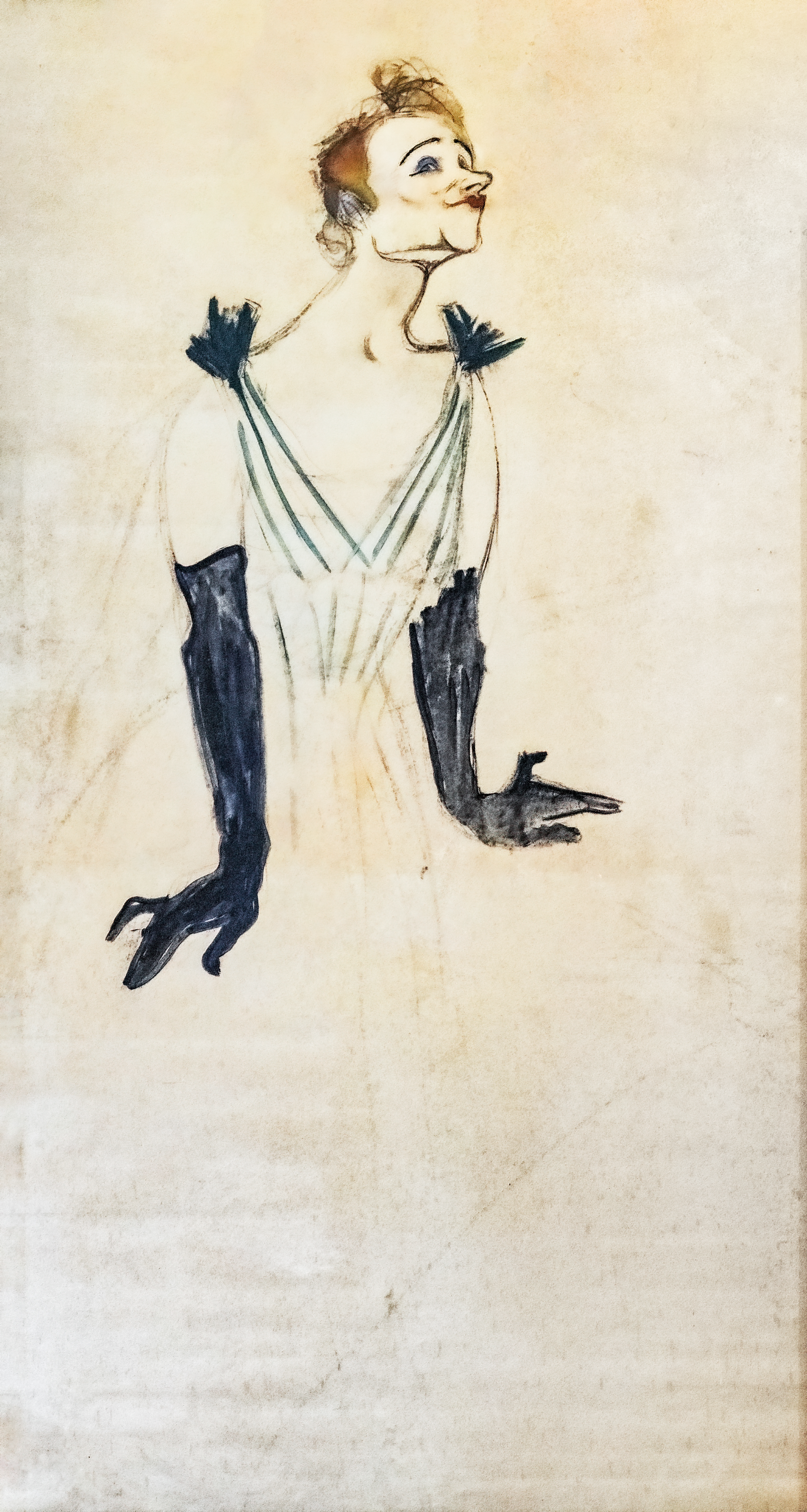
Yvette Guilbertdibujo deToulouse-Lautrec
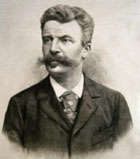
Guy de Maupassant
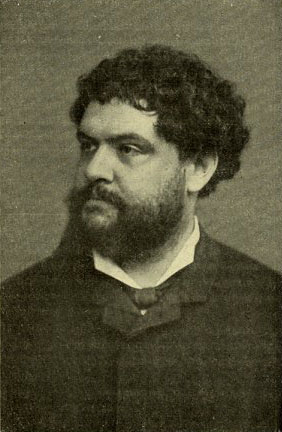
Jean Richepin
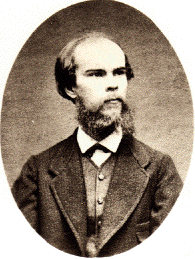
Paul Verlaine